# Chapoda peckhami
Chapoda peckhami är en spindelart som beskrevs av Banks 1929. Chapoda peckhami ingår i släktet Chapoda och familjen hoppspindlar. Inga underarter finns listade i Catalogue of Life.